# Trials and Tribulations
Trials and Tribulations is de twaalfde aflevering van het negende seizoen van het tienerdrama Beverly Hills, 90210, die voor het eerst werd uitgezonden op 20 januari 1999.

## Plot
Dylan gaat met veel woede naar het huis waar de vader woonde van zijn overleden vrouw, daar aangekomen wordt er opengedaan door een vreemde vrouw. Onder bedreiging van zijn pistool dirigeert hij de vrouw naar binnen, en laat de man des huizes ook bij hen komen. Dan hoort hij dat de vader daar niet meer woont omdat hij na de dood van zijn dochter zelfmoord heeft gepleegd en dat zij het huis toen gekocht hebben. Dylan verlaat het huis en gaat naar zijn huis waar Gina op hem wacht, hij biecht tegen haar op wat hij gedaan heeft en dat hij last heeft van afkickverschijnselen. Gina vertelt hem sterk te zijn en even moet doorbijten, wat hem zwaar valt. Later wordt Dylan gearresteerd als hij met zijn motor rondrijdt, dit omdat de mensen van het huis aangifte gedaan hebben en nu herkend werd door de politie. Als hij in cel zit dan draait hij bijna door, door het afkicken en smeekt Gina om wat drugs te brengen wat zij weigert. Dylan wordt uit de cel gehaald dankzij Matt, die hem juridisch bijstaat.
Steve krijgt ook problemen met het recht, hij wordt aangeklaagd door zijn studenten omdat de cursus niet gebracht heeft wat beloofd werd. Steve kan wel regelen dat hij voor moet komen voor de televisierechtbank wat de rechtszaak op televisie uitzendt. Steve denkt dat dit een hoop goede publiciteit kan opleveren voor zijn cursus. Janet en Steve worden ook meegesleurd in deze rechtszaak en moeten ook getuigen, David moet zijn ervaring met Gertrude vertellen. De rechter stelt de cursisten in het gelijk en Steve moet hen het betaalde cursusgeld terug betalen.
De ouders van Donna zijn op vakantie en Donna en Noah willen een besloten feestje geven in het huis van de ouders voor hun vrienden. Iedereen komt en het lijkt gezellig te worden, op dit moment wordt de rechtszaak uitgezonden en iedereen wil dit zien. Als iedereen binnen zit te kijken naar de uitzending komt Gertrude binnen, David probeert haar weg te houden van de televisie maar zij krijgt toch een stuk mee. Zij ziet net het stuk als David zijn verhaal verteld in de rechtbank en hoort hoe David een truck gebruikt wat Steve hem geleerd heeft om een vrouw te versieren. Gertrude beseft dat zij er ingetrapt is en besluit David te dumpen. Dylan komt ook langs en ziet Gina daar ook en vraagt haar of zij de drugs bij heeft, dat heeft zij en Dylan neemt snel wat drugs tot zich. Hij raakt helemaal high en weet even niet wat hij doet, dit resulteert in een noodlottig ongeval. Dylan wankelt langs het zwembad en als Donna langsloopt dan zwaait hij met zijn armen en dat zorgt ervoor dat Donna een klap krijgt en in het zwembad valt en haar hoofd stoot aan de rand van het zwembad en bewusteloos raakt. Dylan raakt ook bewusteloos en kan haar niet helpen, Steve en David komen net op tij buiten om haar uit het water te halen en proberen haar te reanimeren.

## Rolverdeling
- Jennie Garth - Kelly Taylor
- Ian Ziering - Steve Sanders
- Brian Austin Green - David Silver
- Tori Spelling - Donna Martin
- Luke Perry - Dylan McKay
- Joe E. Tata - Nat Bussichio
- Lindsay Price - Janet Sosna
- Daniel Cosgrove - Matt Durning
- Vanessa Marcil - Gina Kincaid
- Vincent Young - Noah Hunter
- Cristine Rose - rechter Mary Addison
- Kayren Butler - Gertrude